# Добровольський Валентин Миколайович
Валенти́н Микола́йович Доброво́льський (*2 липня 1933) — український учений-фізик. Доктор фізико-математичних наук, професор. Академік АН ВШ України з 1993 р.

## Біографія
Закінчив радіофізичний факультет (1956); відтоді упродовж тривалого часу працював на кафедрі фізики напівпровідників цього університету, на якій пройшов шлях від асистента до професора. Докторську дисертацію «Перенесення електронів і дірок у напівпровідникових системах з просторово розподіленими характеристиками» захистив 1977 р., професор з 1980 р. У 1984 р. ініціював створення в КДУ ім. Т. Шевченка СКТБ «Тороїд», упродовж десяти років був науковим керівником цього підрозділу. З 2007 р. — головний науковий співробітник Інституту фізики напівпровідників ім. В. Є. Лашкарьова НАН України.

## Наукова діяльність
Сфера наукових інтересів: явища переносу струму в напівпровідниках, плазма твердого тіла, фізика поверхні, датчики магнітного поля й температури тощо. Виявив клас сильних ефектів в електронно-дірковій плазмі, що обумовлені зміною рухливості носіїв заряду, та подібних явищ у p-n-переході, запропонував спосіб створення магнітних квантових енергетичних порогів, ям і надґраток.
Автор понад 180 наукових праць, підручника та 2 монографій.
Підготував 13 кандидатів наук.
Двічі лауреат Державної премії України в галузі науки і техніки (1982, 1997), лауреат премії ім. К. Д. Синельникова АН УРСР (1989) та Нагороди Ярослава Мудрого АН ВШ України (1995).